# Coloanele lui Hercule

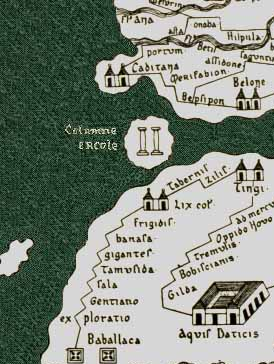
Coloanele lui Hercule (detalii de pe o hartă antică)

Coloanele lui Hercule (latină: Columnae Herculis, greacă: Ηράκλειες Στήλες, spaniolă: Columnas de Hércules) era o expresie folosită în Antichitate pentru promontoriul care flanchează intrarea în Strâmtoarea Gibraltar. Pilonul de nord este Stânca Gibraltarului aflat pe teritoriile britanice de peste mări din Gibraltar. Nu există un vârf în Africa de Nord predominant ca cel nordic, așa că identitatea Pilonului de sud a fost contestată de-a lungul timpului, doi candidați fiind cei mai probabili: Muntele Hacho din Ceuta și Jebel Musa în Maroc. În literatura clasică, expresia Coloanele lui Hercule indică limita extremă a lumii cunoscute. În plus față de acest concept geografic, Coloanele lui Hercule exprimă, de asemenea, conceptul de „limitele cunoașterii”.